# RaXPol
O Rapid X-band Polarimetric Radar (em português:  Radar polarimétrico rápido de banda X), comumente abreviado como RaXPol, é um radar de pesquisa móvel projetado e operado pela Universidade de Oklahoma, liderada por Howard Bluestein. O RaXPol frequentemente colabora com projetos de radar móvel adjacentes, como o Doppler on Wheels e o SMART-R. Ao contrário de seus equivalentes, o RaXPol normalmente enfatiza a resolução temporal e, como tal, é capaz de vigiar toda a atmosfera local em três dimensões em apenas 20 segundos, ou um único nível em menos de 3 segundos.

## História e implantação
Desde que as observações meteorológicas no radar foram amplamente difundidas, a necessidade de alta resolução temporal e imagens volumétricas abrangentes de todas as três dimensões dos fenômenos climáticos tem sido uma prioridade muito alta, devido em grande parte ao fato de que o clima perigoso geralmente acontece no intervalo de segundos e, muitas vezes, no 1 quilômetro mais baixo da atmosfera. Em busca de melhor resolução no tempo, a rede NEXRAD implementa várias medidas de economia de tempo para acelerar as taxas de dados nessas três dimensões, como M.R.L.E. e MESO-SAILS, que podem reduzir o tempo de varredura de 5 a 7 minutos para 2 a 3 minutos. Em 2010, o Centro de Pesquisa de Radar Avançado da Universidade de Oklahoma iniciou o desenvolvimento do RaXPol, com foco na rápida implantação e análise da atmosfera. No início de 2011, o RaXPol estava sendo implantado em campanhas de campo na Tornado Alley, e participou de vários projetos de pesquisa e organizações financiados pela NSF, como PECAN, TORUS, e IMPACTS.

## Resultados
O RaXPol documentou vários eventos climáticos perigosos ao longo de sua história de implantação, entre eles várias dezenas de tornados particularmente intensos. Em 24 de maio de 2011, o RaXPol observou um tornado EF-5 extremamente violento perto de El Reno, Oklahoma, em resolução temporal muito alta, medindo velocidades Doppler acima de 250 mph. Dois anos depois, o RaXPol observou o tornado mais largo da história registrada (2,6 milhas de largura), também perto da cidade de El Reno. O RaXPol registrou ventos de até 150 metros por segundo (340 mph; 540 km/h) dentro do tornado, marcando os ventos mais rápidos já observados por radar na história. Com base nesses dados, o tornado foi inicialmente classificado como EF-5, mas posteriormente foi rebaixado para EF-3 devido à falta de danos de suporte no solo. Os dados coletados pelo RaXPol também indicam que a formação de tornados pode não ser um processo de cima para baixo, como se pensava.